# Pocetne (Pocetne), Krasnoperekopsk
Pocetne (în ucraineană Почетне) este localitatea de reședință a comunei Pocetne din raionul Krasnoperekopsk, Republica Autonomă Crimeea, Ucraina.

## Demografie
Componența lingvistică a localității Pocetne
     Rusă (57,65%)
     Ucraineană (34,87%)
     Tătară crimeeană (4,81%)
     Alte limbi (0,4%)
Conform recensământului din 2001, majoritatea populației localității Pocetne era vorbitoare de rusă (57,65%), existând în minoritate și vorbitori de ucraineană (34,87%) și tătară crimeeană (4,81%).